# Stazione di Passirano
La stazione di Passirano (dal 1911 al 1949, Passirano-Paderno) è una stazione ferroviaria della linea Brescia-Iseo-Edolo a servizio dell'omonimo comune. È posta a meridione del centro abitato in prossimità della località Vallosa.
È gestita da Ferrovienord.

## Storia
La stazione fu aperta al servizio pubblico il 4 settembre 1911 con la denominazione di Passirano-Paderno. Essa era l'unico scalo dell'originario raccordo Bornato-Paderno Franciacorta il quale congiungeva la Iseo-Rovato con la vecchia Brescia-Monterotondo-Iseo.
Nel progetto originario, la stazione non era prevista, ma fu richiesta dal comune di Passirano nel 1910 allo scopo di dotare l'abitato meridionale di una seconda stazione oltre a quella già esistente, denominata Passirano, che si trovava dietro la chiesa parrocchiale. Secondo quanto riportato dal Donni (1995), la motivazione della richiesta dipendeva dalla volontà dell'amministrazione municipale di non escludere il comune dal probabile instradamento dei traffici dalla vecchia alla nuova linea.
I timori dell'amministrazione comunale ebbero conferma nel maggio 1932, quando si chiuse l'esercizio sulla linea vecchia tra la stazione di Paderno Franciacorta e quella di Iseo.
La Società Nazionale Ferrovie e Tramvie (SNFT), che gestì la stazione dalla sua apertura fino al 1992, cambiò la denominazione dell'impianto in "Passirano" il 15 gennaio 1949.

## Strutture ed impianti

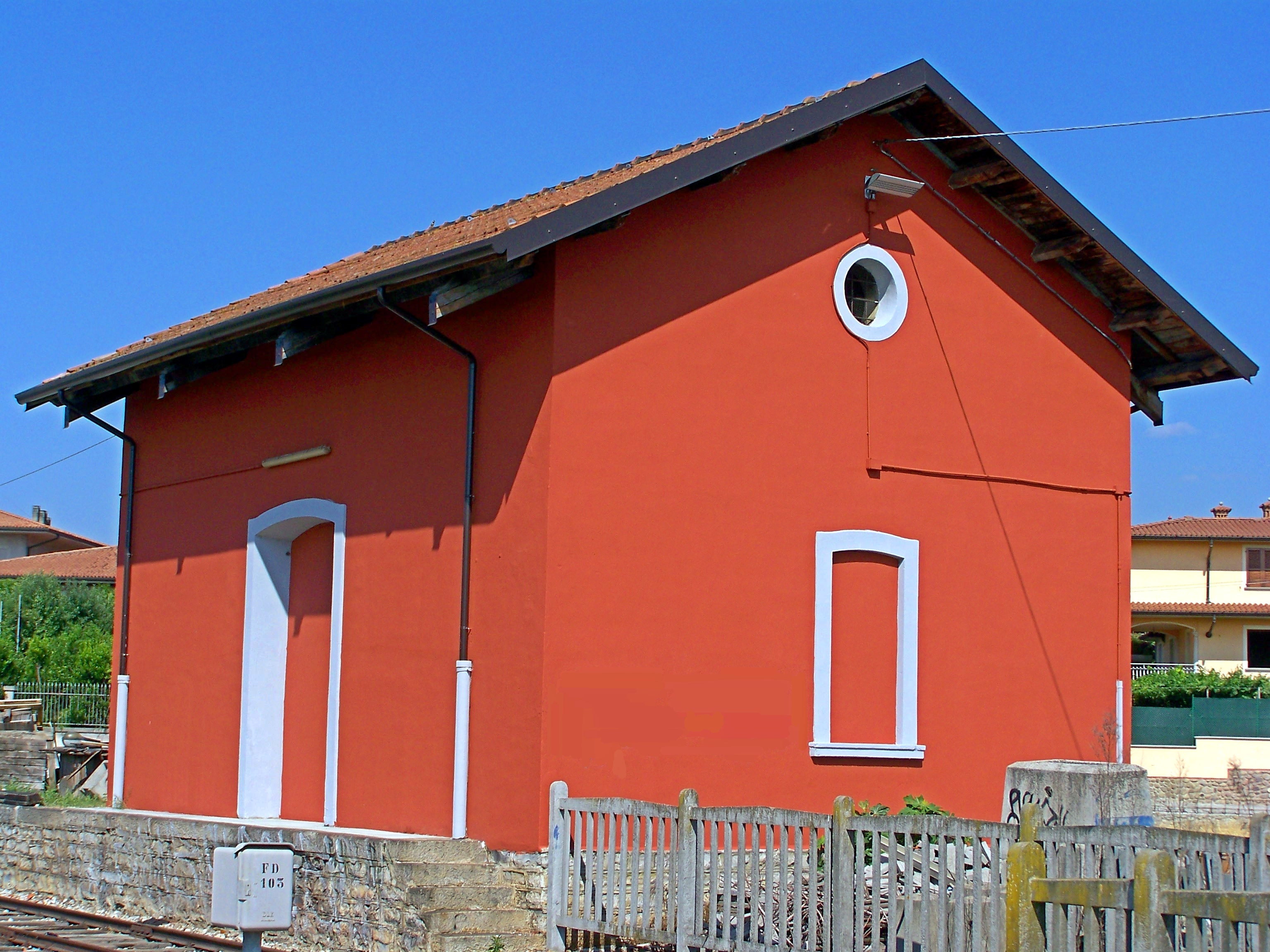
Il magazzino merci nel 2012

Il fabbricato viaggiatori ha l'impostazione da stazione secondaria della SNFT, impresenziata.
Il piazzale è composto da due binari: il primo è quello di raddoppio, lungo 210 m, per gli incroci e le precedenze, mentre il secondo è quello di corsa. Entrambi sono serviti da altrettante banchine collegate tra loro mediante attraversamento a raso del primo binario. La banchina a servizio di quest'ultimo è lunga 109 m, mentre quella a servizio del secondo è lunga 105 m.
L'impianto presenta inoltre un binario tronco, lungo 99 m, a servizio di un magazzino merci con piano caricatore: strutture dello scalo merci, non più operativo. Un terzo binario di raddoppio, privo di banchina, è stato soppresso nel 2012.
In direzione di Brescia, durante l'esercizio congiunto della vecchia linea con la nuova, funzionò un raccordo con l'altra stazione del paese.

## Movimento

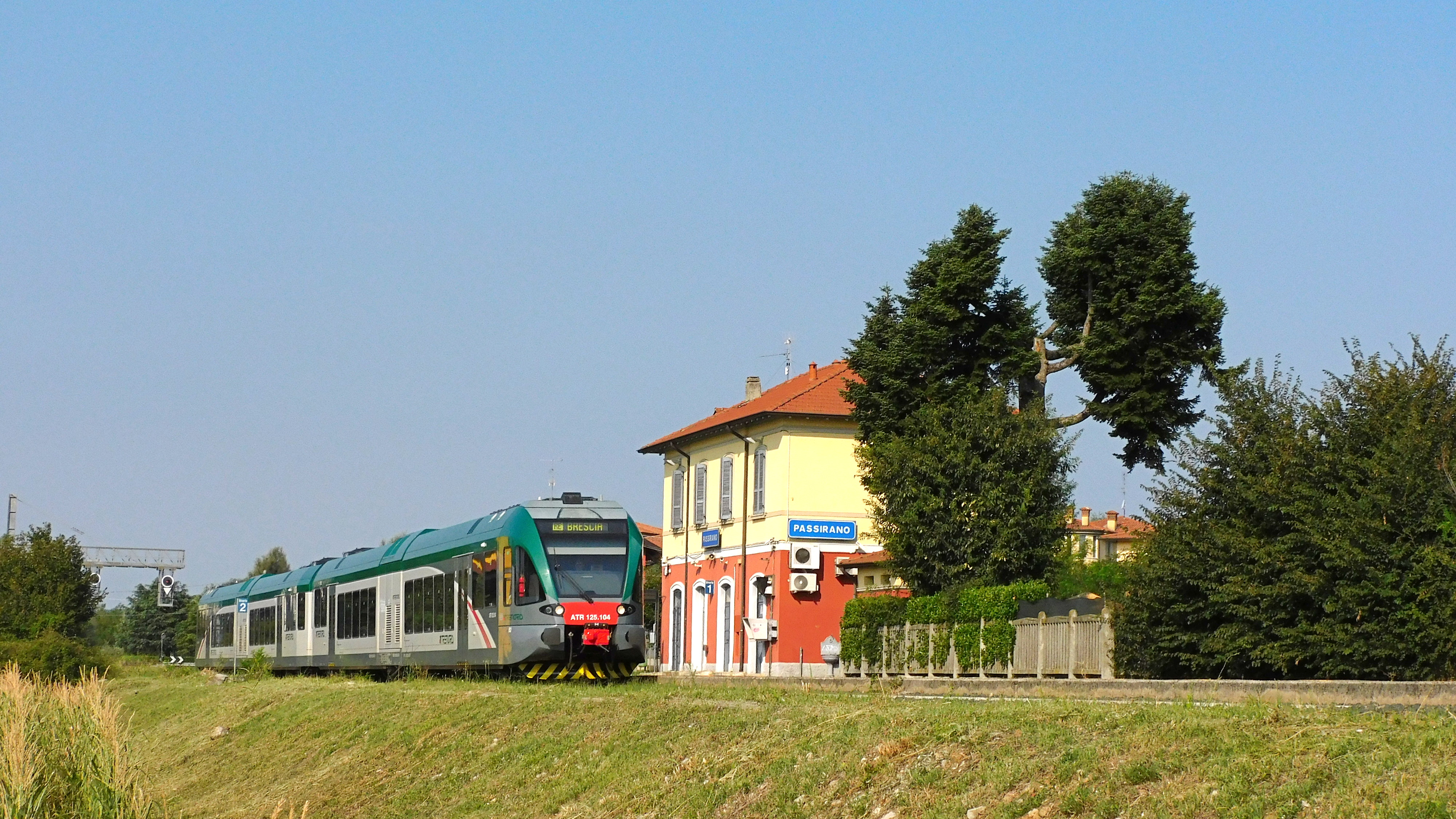
Un Regioexpress in transito presso la stazione

La stazione è servita dai treni regionali (R) in servizio sulle relazioni Brescia-Iseo e Brescia-Breno/Edolo, eserciti da Trenord nell'ambito del contratto di servizio stipulato con la Regione Lombardia.

## Servizi
- Sala d'attesa
- Biglietteria automatica